# Pat Turner
Pour les articles homonymes, voir Turner.
Pat Turner, né le 24 mars 1961 à Toronto, est un rameur d'aviron canadien. 

## Carrière
Pat Turner participe aux Jeux olympiques de 1984 à Los Angeles et remporte la médaille d'or avec le huit canadien composé de Dean Crawford, Michael Evans, Paul Steele, Grant Main, Mark Evans, Kevin Neufeld, Blair Horn et Brian McMahon.